# Pocher – gefährlich ehrlich!
Pocher – gefährlich ehrlich! (Eigenschreibweise: POCHER – GEFÄHRLICH EHRLICH!) war eine 2020 auf dem Privatsender RTL ausgestrahlte Late-Night-Show des Comedians Oliver Pocher. Im Wesentlichen kommentierte der Moderator zusammen mit seiner Ehefrau Amira Pocher als Sidekick das aktuelle Zeitgeschehen in der Sendung.
In der letzten Ausgabe von 2020 kündigte Oliver Pocher eine Fortsetzung der Sendung im Frühjahr 2021 an. Ende Mai 2021 wurde jedoch bekannt gegeben, dass im Zuge der Neuaufstellung des Senders die Sendung nicht weiter fortgeführt wird.

## Inhalt
In der Sendung, die donnerstags abends live ausgestrahlt wurde, setzte sich Oliver Pocher vorwiegend mit aktuellen Geschehnissen auseinander, oftmals in Form von Parodien anderer Prominenter. Die während der Corona-Pandemie ins Leben gerufene Sendung war inhaltlich stark an dieser ausgerichtet. So besuchte Pocher beispielsweise Demonstrationen gegen die Corona-Auflagen und traf sich vor dem Berliner Reichstag mit Attila Hildmann, der während der Pandemie mit verschwörungstheoretischen Ansichten medial Aufmerksamkeit erregte.
Außerdem belebte die Sendung das zuvor bei ProSieben als eigene Sendung ausgestrahlte Format Rent a Pocher mit einzelnen Beiträgen wieder. Sidekick von Oliver Pocher war seine Frau Amira Pocher.
Regelmäßig waren auch prominente Gäste für verschiedene Studioaktionen eingeladen.

## Ausstrahlung

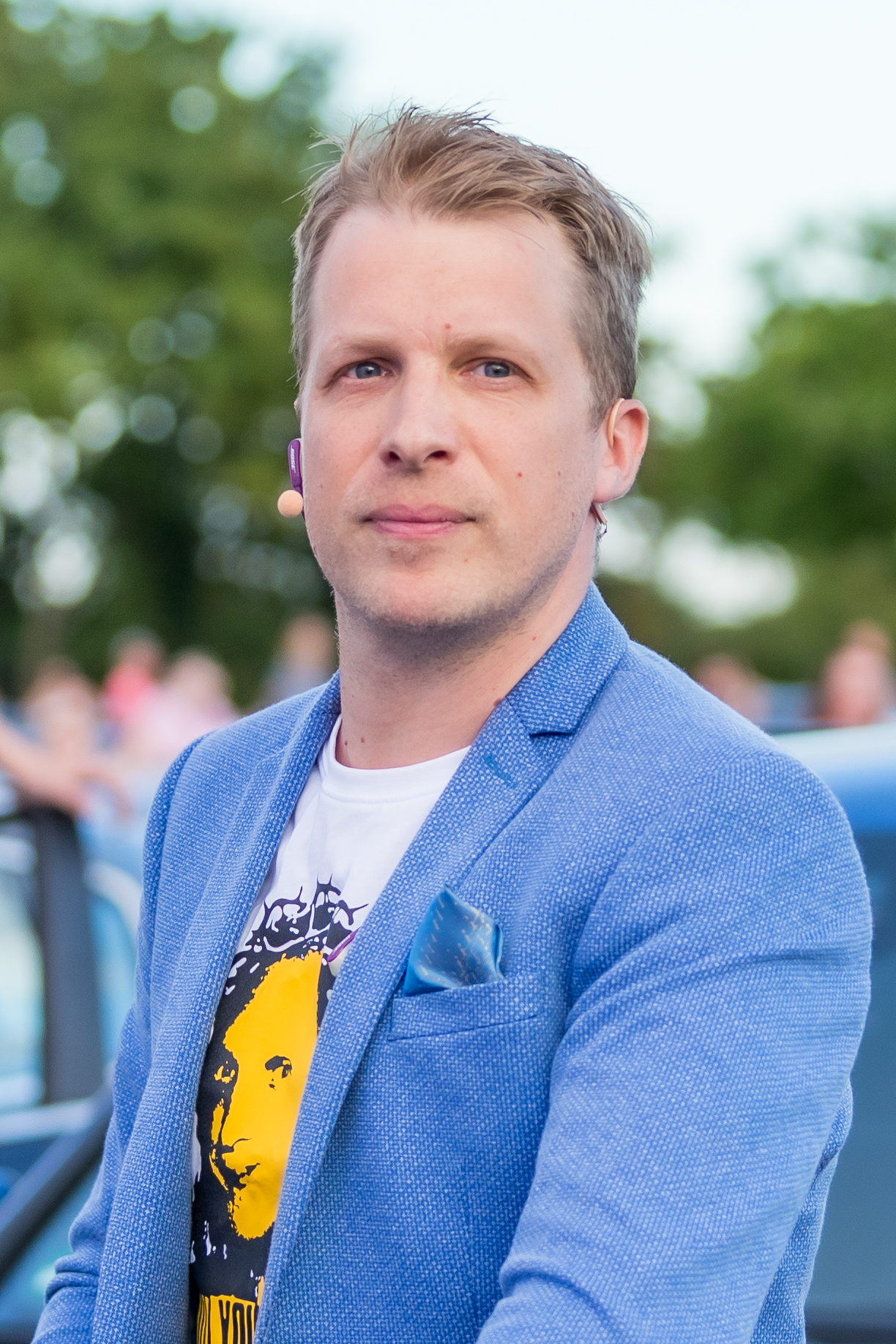
Moderator Oliver Pocher
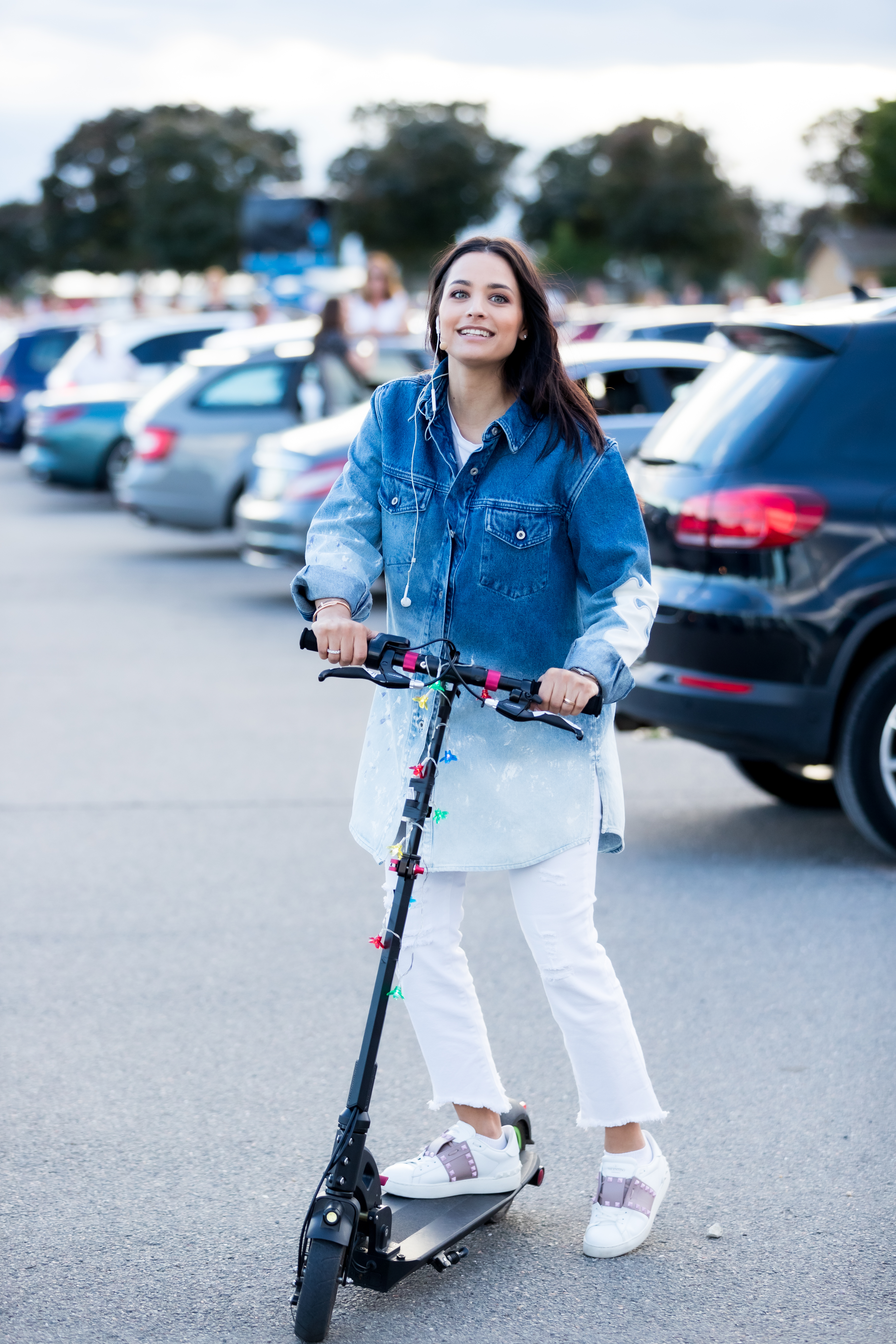
Sidekick Amira Pocher

### Staffel 1
Die erste Staffel der Sendung umfasste vier Folgen. Die erste Folge wurde am Freitagabend, dem 15. Mai 2020, ausgestrahlt, ab der zweiten Folge erfolgte die Ausstrahlung im wöchentlichen Turnus jeweils Donnerstag abends und endete am 4. Juni 2020.

### Staffel 2
Aufgrund des Erfolgs entschied sich der Sender nach den vier Folgen der ersten Staffel, das Format mit einer zweiten Staffel weiterzuführen. Diese lief ab dem 18. Juni 2020 ebenfalls jeweils donnerstags abends.

### Staffel 3
Nachdem RTL anhaltenden Erfolg mit der Sendung verzeichnete, startete am 27. August 2020 die dritte Staffel. Zusätzlich zum Donnerstagabend wurde die Sendung wöchentlich nun auch Sonntagabends ausgestrahlt. Am 8. Oktober 2020 wurde angesichts von fragwürdigen Äußerungen von Michael Wendler in Bezug auf die Corona-Pandemie und den entsprechenden Maßnahmen der deutschen Bundesregierung eine Sonderausgabe mit dem Manager des Sängers gesendet. Durch den Start der RTL-Sendung Temptation Island VIP ab dem 18. Oktober 2020 wurde der Sendeplatz am Sonntag auf 23:55 Uhr verlegt.

### Staffel 4
Aufgrund des weiteren Erfolgs wurde entschieden, das Format ab dem 5. November 2020 mit einer vierten Staffel weiterzuführen. Die Ausstrahlung beschränkt sich wieder auf eine Folge pro Woche jeden Donnerstagabend. Abgeschlossen wurde die Staffel am 17. Dezember mit einem Rückblick auf das Jahr 2020.

## Kritik
In einer Rezension der Auftaktfolge hob David Grzeschik von Quotenmeter.de hervor, dass sich die Sendung als „ausgesprochen aktuell“ erweise und „relevanter daherkommt als gedacht. Denn statt Influencer wie Johannes Haller oder Jörn Schlönvoigt ein weiteres Mal vorzuführen, knöpfte sich Pocher Verschwörungstheoretiker wie Attila Hildmann vor. Pocher zeigt in seiner RTL-Show Ausschnitte aus der jüngsten ‘Spiegel TV’-Folge und macht sich dabei über jene kruden Theorien lustig, die (…) erschreckend viele Menschen als realistisch betrachten.“
Andererseits wurde Pocher für einzelne Witze oder Videos, die er auch auf seinem Instagram-Account veröffentlichte, stark kritisiert. Mit teilweise sexistischen und rassistischen Ausdrücken beleidige er im Format Pochers Bildschirmkontrolle andere prominente Personen, besonders auf Influencerinnen wie Anne Wünsche schien er es abgesehen zu haben, was nichts mehr mit Unterhaltung zu tun habe, urteilte die Schriftstellerin und Journalistin Theresia Enzensberger in einem Kommentar in der Zeit.